# Thaleia (geslacht)
Thaleia is een geslacht van weekdieren uit de klasse van de Gastropoda (slakken).

## Soorten
- Thaleia mucronetincta (Thiele, 1925)
- Thaleia nisonis (Dall, 1889)